# Де Ру, Дэйв
Дэйв Де Ру (англ. Dave DeRoo, родился 3 сентября, 1974) — бас-гитарист хард-рок/нью-метал-группы Adema.

## Биография

### Ранние годы
Дэйв Де Ру родился и вырос в Бейкерсфилде, Калифорния. Его отец, Дуг Де Ру, был популярным диджеем на местной радиостанции. Сперва Дейв играл в группе Sexart с вокалистом Korn Джонатаном Дэвисом, Ти Эламом и Райаном Шаком, гитаристом Orgy. Вскоре после того, как Дэвис ушёл формировать Korn, а Райан присоединился к Orgy, Де Ру и оставшиеся музыканты сформировали Juice. В этой группе Дэйв познакомился со своим будущим одногруппником, Тимом Флаки. Позднее они вдвоем покинули группу, чтобы присоединиться к Марку Чавезу в Adema.

### Наши дни
Де Ру продолжает выступать и сочинять музыку для Adema. Он, Тим и Крис Колс остались единственными оригинальными членами группы. До того, как к группе присоединился Бобби Ривз, Дэйв Де Ру заявил, что Adema планируется остаться трио.
Дэйв Де Ру использует Ernie Ball Music man «Stingray 5» basses; Ampeg amps, & Shecter guitars.

## Дополнительные факты
- Дэйв начал играть на бас-гитаре в 15 лет.[1]